# Singosari (Mojosongo)
Singosari is een bestuurslaag in het regentschap Boyolali van de provincie Midden-Java, Indonesië. Singosari telt 3741 inwoners (volkstelling 2010).